# Ralph Breyer
Ralph Breyer (Estados Unidos, 23 de febrero de 1904-8 de mayo de 1991) fue un nadador estadounidense especializado en pruebas de estilo libre, donde consiguió ser subcampeón olímpico en 1924 en los 4x200 metros.

## Carrera deportiva
En los Juegos Olímpicos de París 1924 ganó la medalla de oro en los relevos de 4x200 metros estilo libre, con un tiempo 9:53.4 segundos), por delante de Reino Unido (plata) y de Suecia (bronce); sus compañeros de equipo fueron los nadadores: Harry Glancy, Dick Howell, Wally O'Connor y Johnny Weissmuller.